# Gunder

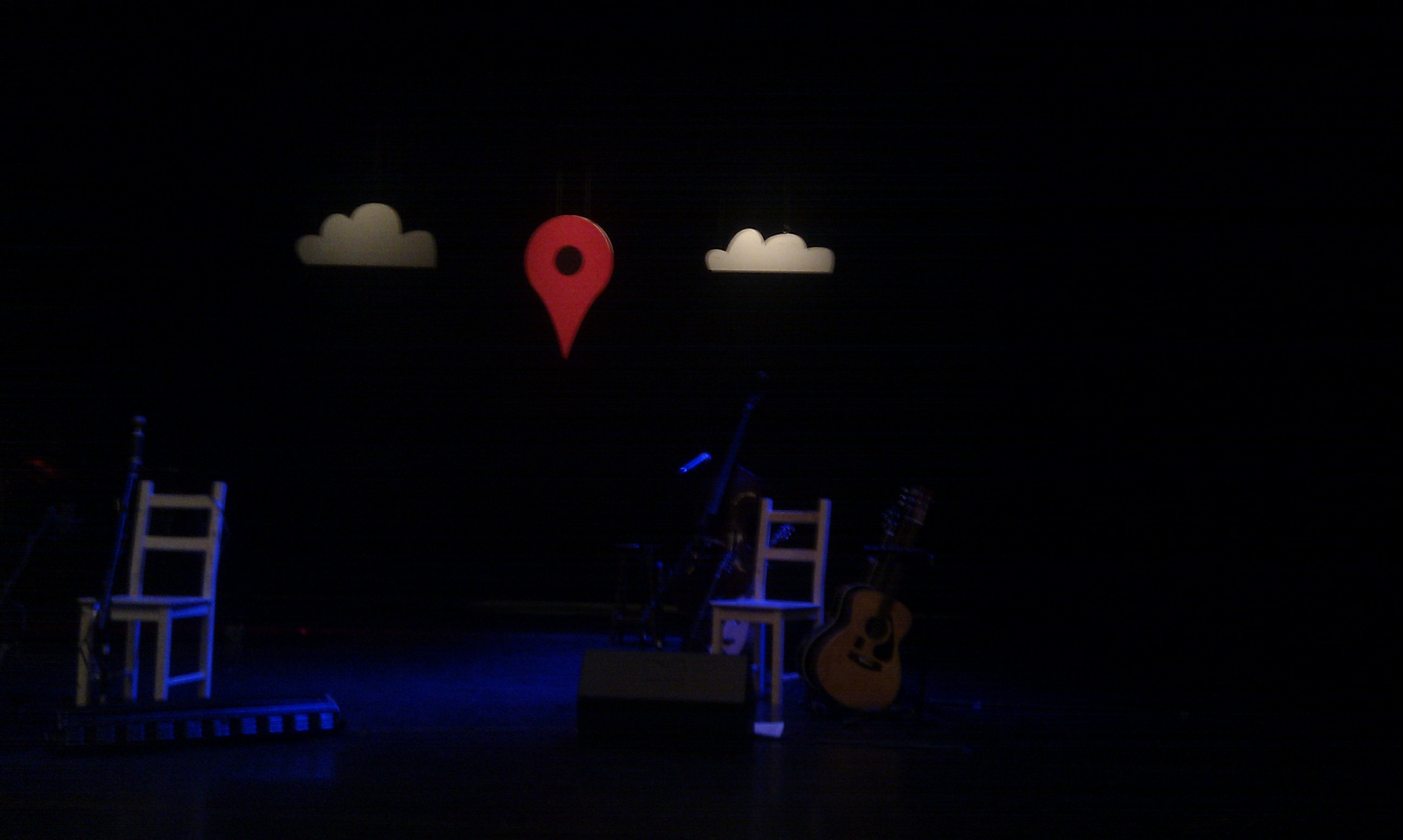
Podiumopstelling van de theatertour

Gunder is een album van Daniël Lohues met bijbehorende theatertour. Het is de opvolger van Hout moet. Op het album en tijdens de theatervoorstelling speelt hij samen met twee andere muzikanten: Bernard Gepken (gitaar, mandoline, drums, achtergrondzang) en Guus Strijbosch (contrabas). De gelijknamige theatertour duurt van 1 februari t/m 19 juni 2012. Op het album zingt Lohues in het Drents, een dialect dat behoort tot het Nedersaksisch. 

## Tracklist
1. Van Vinden & Zuuken
2. De Wereld In De Zunne
3. Komp Wel Goed
4. Veur Wat 't Weerd Is
5. Praoten Doen We Later Wel
6. Waorum Vuult 't Zo
7. Goed Hööi Komp Zelden Van Slecht Grös
8. Had 'm zulf in de buze
9. Alles Kan Ja
10. Miranda Holdersma
11. Meen Mar Niet
12. Ze Benn Benauwder Veur Joe As Ie Veur Heur
13. Horizon
14. Ienige Geluud

## Hitnotering

### NederlandseAlbum Top 100
| Positie: | 3 | 10 | 9 | 12 | 10 | 35 | 27 | 19 | 28 | 18 | 18 | 20 | 43 | 40 | 33 | 31 | 12 | 98 | uit |